# UCI Oceania Tour 2025
UCI Oceania Tour 2025 – 21. edycja cyklu wyścigów kolarskich UCI Oceania Tour.
W kalendarzu 21. edycji cyklu Oceania Tour znalazł się jedynie 1 wyścig rozgrywany 30 stycznia 2025.

## Kalendarz
Opracowano na podstawie:
| UCI Oceania Tour 2025 | UCI Oceania Tour 2025 | UCI Oceania Tour 2025 | UCI Oceania Tour 2025 | UCI Oceania Tour 2025                     | UCI Oceania Tour 2025                  | UCI Oceania Tour 2025           | UCI Oceania Tour 2025 |
| Data                  | Państwo               | Wyścig                | Kat.                  | Zwycięzca                                 | Drugie miejsce                         | Trzecie miejsce                 |                       |
| --------------------- | --------------------- | --------------------- | --------------------- | ----------------------------------------- | -------------------------------------- | ------------------------------- | --------------------- |
| 30 sty                | Australia             | Surf Coast Classic    | 1.1                   | Tobias Lund Andresen (Team Picnic-PostNL) | Sam Welsford (Red Bull-Bora-Hansgrohe) | Tim Torn Teutenberg (Lidl-Trek) |                       |